# Püchel von meim geslecht und von abentewr
Das Püchel von meim geslecht und von abentewr des Nürnberger Ratsherren und Unternehmers Ulman Stromer (1329–1407) ist das früheste Nürnberger Familienbuch und gibt wichtige Aufschlüsse über das reichsstädtische Patriziat in der zweiten Hälfte des 14. Jahrhunderts. Es beinhaltet Nachrichten zur Rats- und Kaufmannsfamilie Stromer („mein geslecht“) sowie zu wirtschaftlichen Sachverhalten und politischen Ereignissen („abentewr“).

## Entstehung
Das Püchel von meim geslecht und von abentewr, verfasst durch den Nürnberger Ratsherren und Unternehmer Ulman Stromer (1329–1407), markiert den Beginn des historiografischen Schrifttums der Reichsstadt Nürnberg und gilt als frühes Werk mit „autobiographischen“ Zügen in deutscher Sprache. Karl Hegel stellte es deshalb 1862 an den Anfang seiner Editionsreihe „Die Chroniken der deutschen Städte“. Grundlage dafür war die Hs. 6146 des Germanischen Nationalmuseums, die von fol. 1r – 99v den von Stromer eigenhändig niedergeschriebenen Text enthält, auf fol. 100r–131r Nachträge des Nürnberger Ratsschreibers und Historiographen Johannes Müllner (1565–1634).
Ulman gibt an, mit seinen Aufzeichnungen im Jahre 1360 begonnen zu haben („Anno Domini 1360 jare, do hub ich an zu disem püchlein zu schreiben.“), die Mehrheit der Eintragungen stammt aus den Jahren 1385–95, ein letzter großer Nachtrag erfolgte 1400.

## Inhalt
Inhaltlich umfasst das Werk im Wesentlichen drei Themenbereiche: 1. Familiäre Mitteilungen, 2. Politische Ereignisse, 3. Wirtschaftliche Informationen. Alle drei Bereiche erscheinen dabei inhaltlich wie formal stets in engster Verflechtung und lassen sich kaum voneinander trennen, denn „Stromer war zugleich Politiker, Kaufmann und er war Mitglied der einflussreichen, hochangesehenen Nürnberger Stromer – das eine bedingte das andere.“ (Schneider)
Ulmans Berichterstattung bleibt stets leidenschaftslos und distanziert, selbst im Falle von Ereignissen, die ihn und seine nächsten Verwandten aufs Engste betreffen. Zugleich bleiben einige aus unseren Augen bedeutsame Ereignisse, an denen Ulman unmittelbar beteiligt war, unerwähnt. Die Zuverlässigkeit der Berichterstattung nimmt mit zunehmender zeitlicher und räumlicher Distanz des Autors zu den Geschehnissen merklich ab.
Die Eintragungen erfolgen in scheinbar beliebiger Reihenfolge, unzählige Querverweise im Text verstärken diesen Eindruck. Eine gliedernde Struktur schuf erst Hegel in seiner Edition.

### Familiäre Mitteilungen
In den familiären Bereich fallen in erster Linie Mitteilungen zur ministerialen Herkunft der Stromer sowie lange Aufzählungen von Namen von Familienmitgliedern und verstorbenen Angehörigen der anderen, meist mit den Stromern versippten und verschwägerten Ratsgeschlechter. Den Grund für diese Auflistungen gibt Ulman selber: „ir wirt vil vergessen, di niht geschriben werden.“
Hinzu treten rechtliche und wirtschaftliche Nachrichten aus Ulmans familiärem Umfeld, etwa Informationen zum Kauf eines großen Anwesens nördlich der Frauenkirche, zu Rechtsstreitigkeiten mit seinen Landsassen oder zum berühmten Wappenstreit mit der Ratsfamilie Nützel, die dasselbe Wappen führte wie die Stromer.

### Politische Ereignisse
Ulman berichtet von politischen Ereignissen aus der Stadt und dem Reich aus den Jahren 1349–1401. Die Schilderung bleibt dabei stets distanziert und nüchtern, obwohl die Geschichtswissenschaft anhand verschiedener anderer Quellen nachweisen konnte, dass Ulman oder seine nächsten Verwandten an den meisten Geschehnissen mehr oder weniger unmittelbar beteiligt waren.
Besprochene Reichsangelegenheiten sind u. a. die Absetzung Wenzels und die Wahl Ruprechts von der Pfalz zum deutschen König und der Städtekrieg 1387–1389, in welchem Nürnberg dem Schwäbischen Bund beitrat.
Ereignisse in der Stadt sind der berüchtigte Judenpogrom von 1348 oder der Machtkampf zwischen Stadt und Burggrafen, der mit Unterstützung Karls IV. im Bau einer Mauer um die Nürnberger Burg  gipfelte, um den Burggrafen von der Stadt abzuschirmen.

### Wirtschaftliche Informationen
Die wirtschaftlichen Informationen werden im Wesentlichen in stichpunkthaften Auflistungen gegeben: Sie betreffen Angaben über Zölle, Gewichte und Münzwesen bis nach Spanien und Polen und sogar Asow am Asowschen Meer. Diese Angaben helfen auch maßgeblich dabei, Ulmans frühen Lebensweg zu rekonstruieren, da er in seinen frühen Jahren nicht in Nürnberger Quellen greifbar ist.
In den wirtschaftlichen Bereich kann auch die im Püchel wiedergegebene Gründungsgeschichte von Ulmans Papiermühle, der Hadermühle, gezählt werden, der mehrere Arbeitsverträge mit Ulmans Mitarbeitern beigegeben sind.

## Einordnung als Quelle und Gattungszugehörigkeit
Von Beginn an wurde Ulmans Püchel in Nürnberg breit rezipiert und kann somit als Grundlage mittelalterlicher Geschichtsschreibung in der Stadt gelten. 1862 erfolgte die wissenschaftliche Edition im 1. Band der „Chroniken der Deutschen Städte“ durch Karl Hegel. Seitdem wurde das Püchel vielfach als Quelle zur Nürnberger Geschichte zu Rate gezogen, wobei immer wieder der Versuch einer Gattungseinordnung erfolgte: Problematisch ist mit Sicherheit eine Einordnung als „Autobiographie“, aber auch die einseitige Bewertung als „kaufmännisches Handlungsbuch“ (Stromer), als reines Familien- oder Geschichtswerk greifen zu kurz. Deshalb schlägt die neuere Forschung den allgemeinen Terminus als „Memorialbuch“ vor mit einer „gleichgewichtigen Verbindung von kaufmännischen, familiären und historisch-politischen Aufzeichnungen“ (Schneider).
Als Quelle zeugt Ulmans Werk vor allem vom ausgeprägten Selbstbewusstsein des Nürnberger Patriziats im 14. Jahrhundert, das in dieser Zeit einen politischen und gesellschaftlichen Aufstieg sondergleichen erlebte.

## Editionen
- Ulman Stromer: Püchel von meim geslechet und von abentewr, In: Karl von Hegel (Hrsg.): Die Chroniken der deutschen Städte Bd. 1., Leipzig 1862. S. 60 ff
- Ulman Stromer: Püchel von mein geslecht und von abentewr. Teilfaksimile der Handschrift Hs 6164 des Germanischen Nationalmuseums Nürnberg. Zur 600-Jahr-Feier der Gründung der ersten Papiermühle Deutschlands herausgegeben vom Verband Deutscher Papierfabriken, Bonn 1990.